# Suore benedettine della Divina Provvidenza
Le suore benedettine della Divina Provvidenza sono un istituto religioso femminile di diritto pontificio: i membri di questa congregazione pospongono al loro nome la sigla B.D.P.

## Storia
La congregazione venne fondata nel 1849 a Voghera dalle sorelle Maria e Giustina Schiapparoli, Esse da bambine erano state collocate dal padre nella "Casa delle Benedette" fondata a Pavia da Benedetta Cambiagio Frassinello, con l'appoggio del vescovo locale Luigi Tosi. Qui le due sorelle ricevettero la loro prima formazione e poi vi si fermarono collaborando all'opera educativa della santa fondatrice. Nel 1838 le Schiapparoli seguirono la Cambiagio a Ronco Scrivia nella nuova "Casa della Provvidenza" per fanciulle abbandonate.
Nel 1847 le sorelle Schiapparoli, con il consenso della Cambiagio Frassinello, lasciarono l'istituto per tornare nella natia Voghera, per assistere il loro genitore malato: qui continuarono a dedicarsi all'assistenza alle fanciulle "povere e derelitte", fine apostolico del loro istituto di origine, e diedero inizio a un nuovo istituto che si distinse dal precedente nel nome (Benedettine della Divina Provvidenza), nel più ampio spirito di accoglienza, nell'estrema povertà di mezzi e si configurò subito (1849) come Istituto religioso ricevendo ben presto l'approvazione canonica (dal vescovo di Tortona nel 1850) prima della famiglia religiosa della Cambiagio Frassinello (1855), con la quale non vi furono mai legami di subordinazione o collaborazione. È probabile che il nome di "benedettine" alle origini fosse collegato al legame delle Schiapparoli con la Cambiagio, ma tale connessione si andò perdendo col tempo, perché già nel 1888 il Regolamento della congregazione evidenzia la particolare devozione verso san Benedetto, al quale si ispira anche il loro stemma con il motto PAX, proprio dell'Ordine benedettino.
La congregazione ricevette il pontificio decreto di lode il 10 febbraio 1936 e venne approvata definitivamente dalla Santa Sede il 25 ottobre 1943.

## Attività e diffusione
Le Benedettine della Divina Provvidenza si dedicano all'assistenza e all'educazione della gioventù, con particolare attenzione ai poveri, disadattati e in situazione di pericolo.
Oltre che in Italia, sono presenti in Albania, Bolivia, Brasile, Guinea-Bissau, Kenya, India, Messico, Paraguay, Romania: la sede generalizia è a Roma.
Al 31 dicembre 2005 l'istituto contava 426 religiose in 79 case.